# درخت زندگی (کابالا)
درخت زندگی (به عبری: עץ החיים، عِتْص هاخاییم)، توصیف ایده‌ای عرفانی در عرفان یهودی یا کابالا است که به نام ۱۰ سفیروت نیز شناخته می‌شود. این ایده یک دیاگرام سه ستونی است که از تعدادی دایره (سفیروت) متصل به هم تشکیل شده‌است. بر اساس دیدگاه کابالیست‌ها درخت زندگی ذات الهی، روح انسان و راه معراج عرفانی انسان را نشان می‌دهد. کابالیست‌ها اعتقاد دارند که سمبل درخت زندگی در واقع نقشه آفرینش است.
در دیدگاه کابالای یهودی دو درخت موجود در باغ بهشت، درخت زندگی و درخت دانش خیر و شر دو نمایش مختلف سفیروتها هستند.

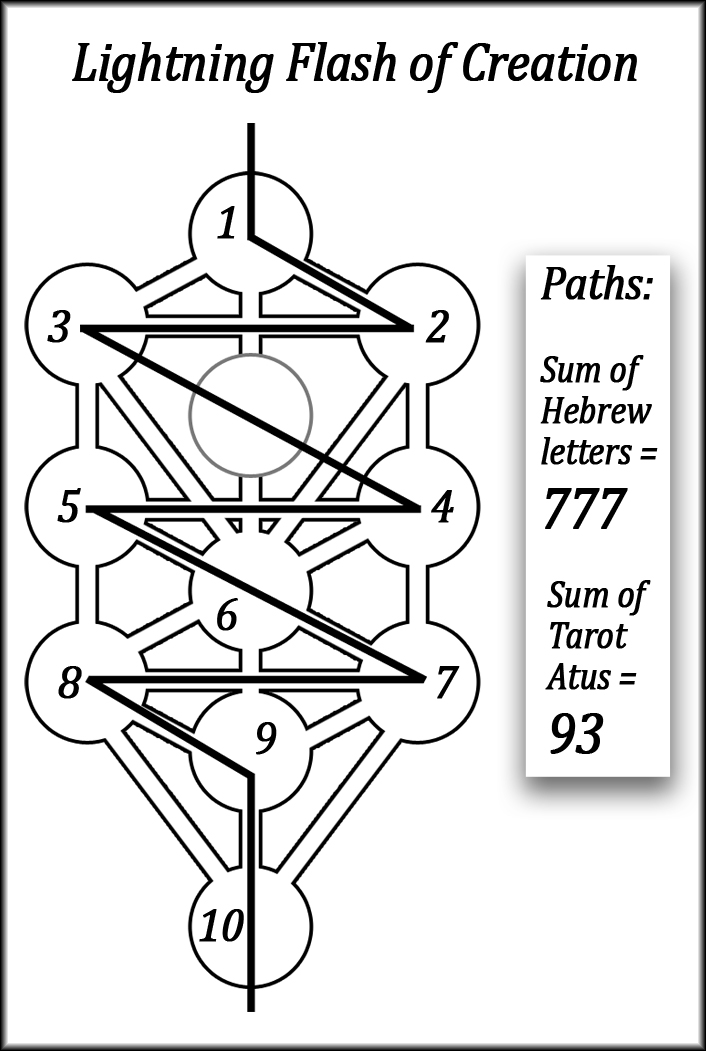
آفرینش و پایین آمدن نور الهی از درخت زندگی در کابالا.

از زمان رنسانس دیدگاه‌های کابالایی بین مسیحیان و پیروان هرمسیه رایج شد.

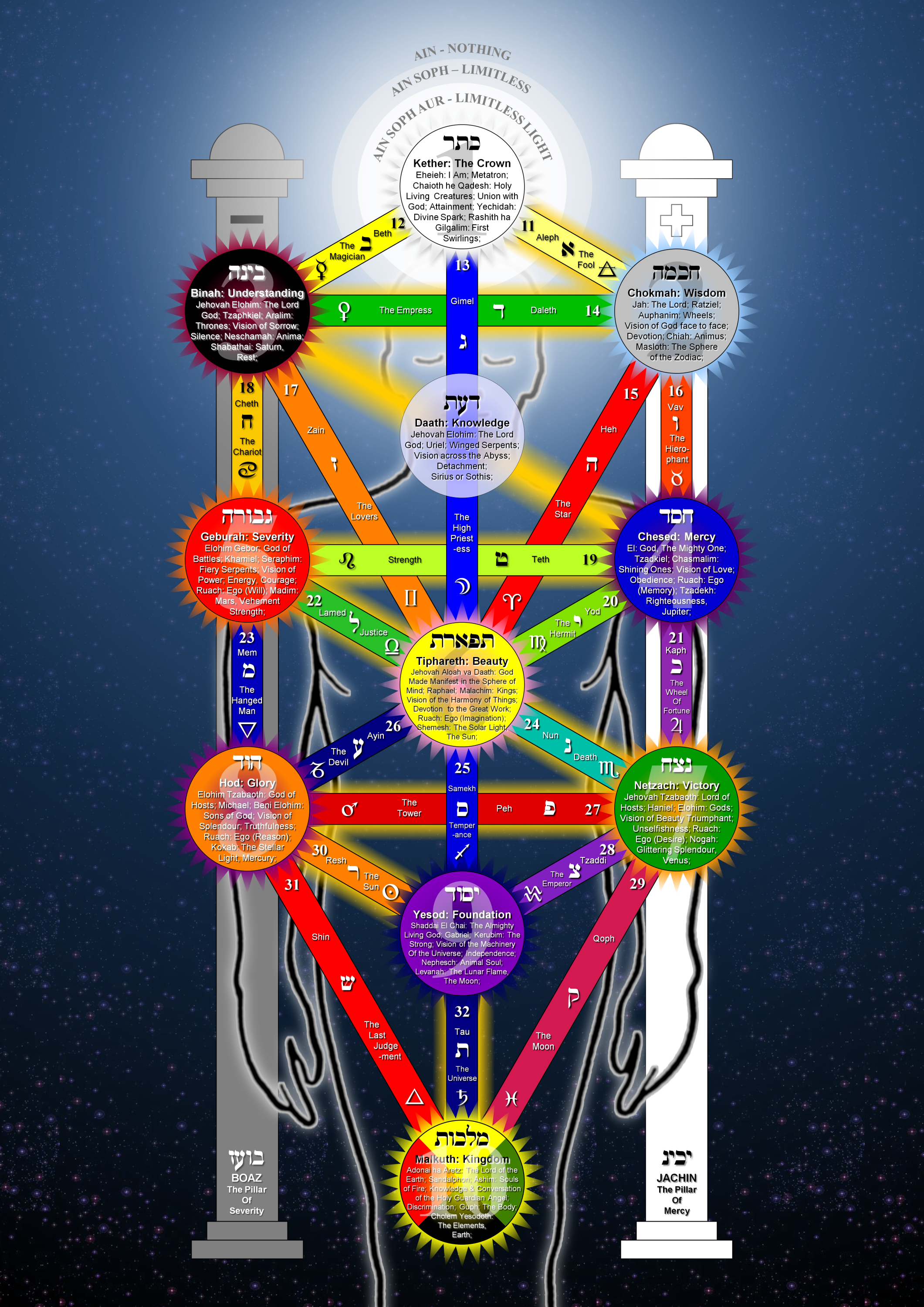
هر یک از سفیروتها با یکی از اعداد یک تا ۱۰ و بدن انسان در ارتباط هستند.

## معنی
کابالیست‌ها اعتقاد دارند که درخت زندگی دیاگرام آفرینش است. آفرینش از بالاترین سفیروت (کتر) آغاز شده که عین سوف اور (نور بدون حد) نامیده می‌شود. این بالاترین سفیروت برای ذهن انسان قابل درک نیست. این انرژی از بالای درخت زندگی سرازیر شده و تمامی دنیا را ایجاد می‌کند. آفرینش با پروسه زیمزم یا انقباض عین سوف شروع می‌شود. در مرحله بعد که سفیروت خوخما است این نور منقبض شده عین سوف به زمان و مکان انبساط میابد. سفیروت بعدی بینا است که دارای انرژِی مؤنث است. این سفیروت انرژی خوخما را دریافت کرده و از آن نگهداری کرده و آنرا پرورش می‌دهد.
اعداد و حروف عبری برای کابالیست‌ها بسیار مهم هستند و هر حرف عبری معادل یک عدد نیز هست. هر مرحله درخت زندگی با یکی از اعداد یک (کتر) تا ده (ملکوت) و یک سفیروت در ارتباط است.
سه سفیروت بالای درخت زندگی دنیای الهی را تشکیل می‌دهند که انرژی اولیه دنیا است. بین این سه سفیروت و هفت سفیروت پایینتر آبیس قرار دارد که این دو دنیای کاملاً متفاوت را از هم جدا می‌کند. سه سفیروت بالا در دنیای انرژِی الهی هستند. ازاین رو سفیروت بینا با زایمان در ارتباط است که به دنیایی که کاملاً از دنیای الهی جدا است زایمان می‌کند. انرژی الهی با پایین آمدن از درخت زندگی سختتر و جامدتر می‌شود تا اینکه در سفیروت ملخوت که آخرین سفیروت است دنیای ماده را ایجاد می‌کند.